# Inondations de 2022 en Nouvelle-Galles du Sud

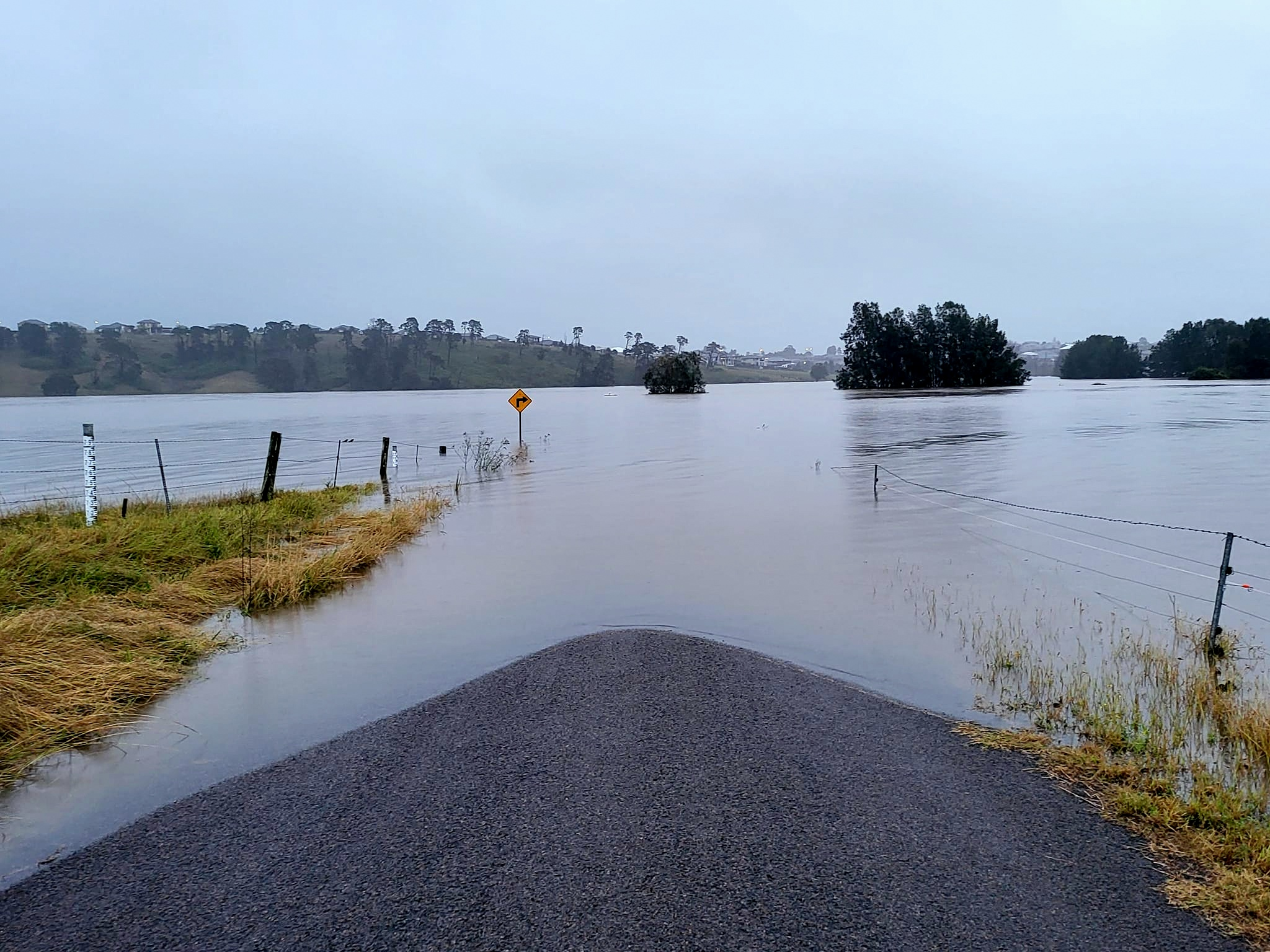
Route inondée en 2022 en Nouvelle-Galles du Sud.

De fortes inondations ont éclaté dans les régions de la côte centrale et de Sydney en Nouvelle-Galles du Sud, en Australie, à partir de début juin 2022. Environ 85 000 personnes ont été déplacées par les inondations ou invitées à quitter leur domicile par les autorités,.
Un cargo appelé The Portland Bay a disparu pendant deux jours d'affilée et était sur le point de faire naufrage avant d'être finalement secouru et remorqué jusqu'à Sydney,. Le total des dommages causés par les tempêtes n'est toujours pas clair. Au moins une personne, un homme résidant à Sydney, a été tuée par les inondations.